# Нова икономическа политика
Новата икономическа политика (на руски: новая экономическая политика, НЭП) представлява икономическа политика, въведена в Русия и впоследствие в СССР през 1921 година, която либерализира до известна степен след революционната икономика.
Тя има за цел да върне динамизма на икономиката, излизаща от световна война, революция, гражданска война и глад. Това решение е било продиктувано от обстоятелствата, тъй като Русия е имала сериозно икономическо забавяне, което не ѝ позволява да премине директно към социализма.

## Политиката
Следващата година Ленин предлага НЕП и политиката бива приета. НЕП възстановява до известна степен частната собственост в някои сектори на икономиката и по-специално в селското стопанство. През 1921 г. икономическите нива в различните отрасли са по-ниски от тези преди Първата световна война. Производството на мед е най-силно засегнатия сектор, чието ниво бива 1,7% от това преди войната. Национализираната индустрия получава повече автономия. Система на пазарна икономика се въвежда в селското стопанство. НЕП позволява на селяните да наемат работна ръка, което е доста капиталистическо решение, както и да задържат печалбата си след като платят данъците на държавата.
За да обясни НЕП, Ленин казва „Не сме достатъчно цивилизовани за социализма“. Ленин е имал предвид факта, че по онова време Русия е била главно селскостопанска държава с много малко градско население и слабо развита индустрия. Тя не е покривала икономическите критерии нужни за социализма. Основите на индустрията, големите заводи производители на въглища, желязо, електричество и т.н., остават под крилото на държавата. НЕП намалява търговските ограничения, и се опитва да намери сътрудници в чужбина.

## Равносметка
Производството в селскостопанския сектор се увеличава многократно. Вместо правителството да си присвоява без компенсации продукцията, която остава в излишък, на фермерите се позволява да я продават, което ги тласка да произвеждат повече. Това, съчетано с краят на полу-феодалната организация, позволява на селското стопанство да премине границата на продуктивността отпреди революцията.
Правителството не започва политика по индустриализация, което довежда до дисбаланс в икономиката между бързо развиващото се селско стопанство и застоя на тежката индустрия. За да запазят високи приходи, заводите увеличават цените, което принуждава селяните да произвеждат повече. Това от своя страна довежда до сриване на цените на селскостопанската продукция и повишаване на цените на индустриалната продукция. Тази криза е известна под името „Кризата на ножиците“ (Заради формата на графиката на цените в даден ден). Селяните започват да запазват продукцията си, като се надяват да я продадат по-скъпо на трети лица (търговци). Много членове на партията се противопоставят на тази практика, защото я намират за експлоатация на хората в градовете. Правителството налага фиксирани цени, за да спре ефекта на ножицата.

## Краят на НЕП
През 1925 година, след смъртта на Ленин, Николай Бухарин става основният поддръжник на НЕП. Според болшевишката партия НЕП е просто временно решение и капиталистическите ѝ черти представляват един вид предателство на комунистическите принципи. Политиката бива изоставена от Йосиф Сталин, който я замества с първия петгодишен план. Въвежда се планираната централизирана икономика.